# Cambridgeshire
Il Cambridgeshire (pronuncia [keɪmbrɪdʒʃər] o [keɪmbrɪdʒʃɪər], abbreviata Cambs.) è una contea dell'Inghilterra orientale.

## Geografia fisica
La contea confina a nord con il Lincolnshire, a est con il Norfolk ed il Suffolk, a sud con l'Essex e l'Hertfordshire ed a ovest con il Bedfordshire ed il Northamptonshire.
Il territorio è pianeggiante con aree al disotto del livello del mare specie nel nord-est. In particolare Holm Fen, posto a 2,75 metri al disotto del livello del mare, è il punto più basso del Regno Unito.
Catene isolate di basse colline si elevano solo nel sud della contea dove le Gog Madog Downs raggiungono i 74 metri di altezza con la Little Trees Hill e la Wandlebury Hill. La massima altitudine della contea è raggiunta a sud in corrispondenza del villaggio di Great Chishill a 174 metri sul livello del mare. La contea è drenata dal fiume Great Ouse che l'attraversa in direzione nord-est. Da sud riceve il fiume Cam su cui è posta la città universitaria e capoluogo di contea di Cambridge. L'estremo nord della contea è drenato dal fiume Nene che attraversa la città di Peterborough.

## Geografia antropica

### Suddivisioni amministrative
La contea è nata attraverso l'unificazione di vari territori nel corso degli anni. In particolare ha assorbito il territorio dell'Isle of Ely nel 1965 e parte dell'Huntingdonshire nel 1974. Da un punto di vista amministrativo è divisa nei seguenti distretti: Cambridge, South Cambridgeshire, Huntingdonshire, Fenland e East Cambridgeshire. Peterborough è un distretto unitario dal 1998 che fa parte della contea per funzioni cerimoniali ed amministrative quali la polizia ed il servizio dei vigili del fuoco, e dal 2017 condivide con tutta la contea un’autorità combinata.

#### Suddivisioni
|  | 1. Cambridge 2. South Cambridgeshire 3. Huntingdonshire 4. Fenland 5. East Cambridgeshire 6. Peterborough (autorità unitaria) |

## Monumenti e luoghi d'interesse

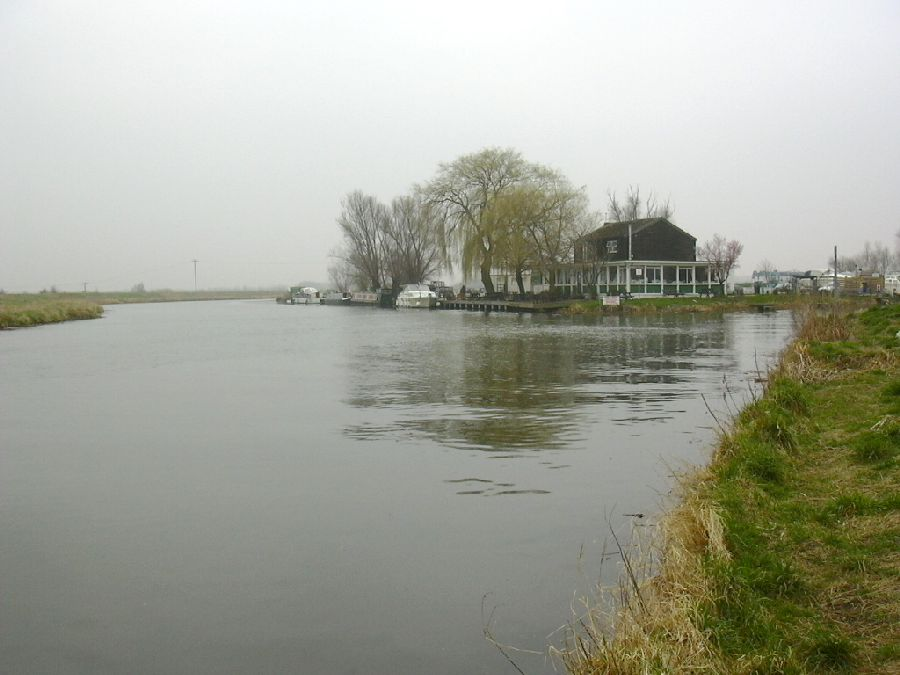
La confluenza del fiume Cam (a sinistra) nel fiume Great Ouse

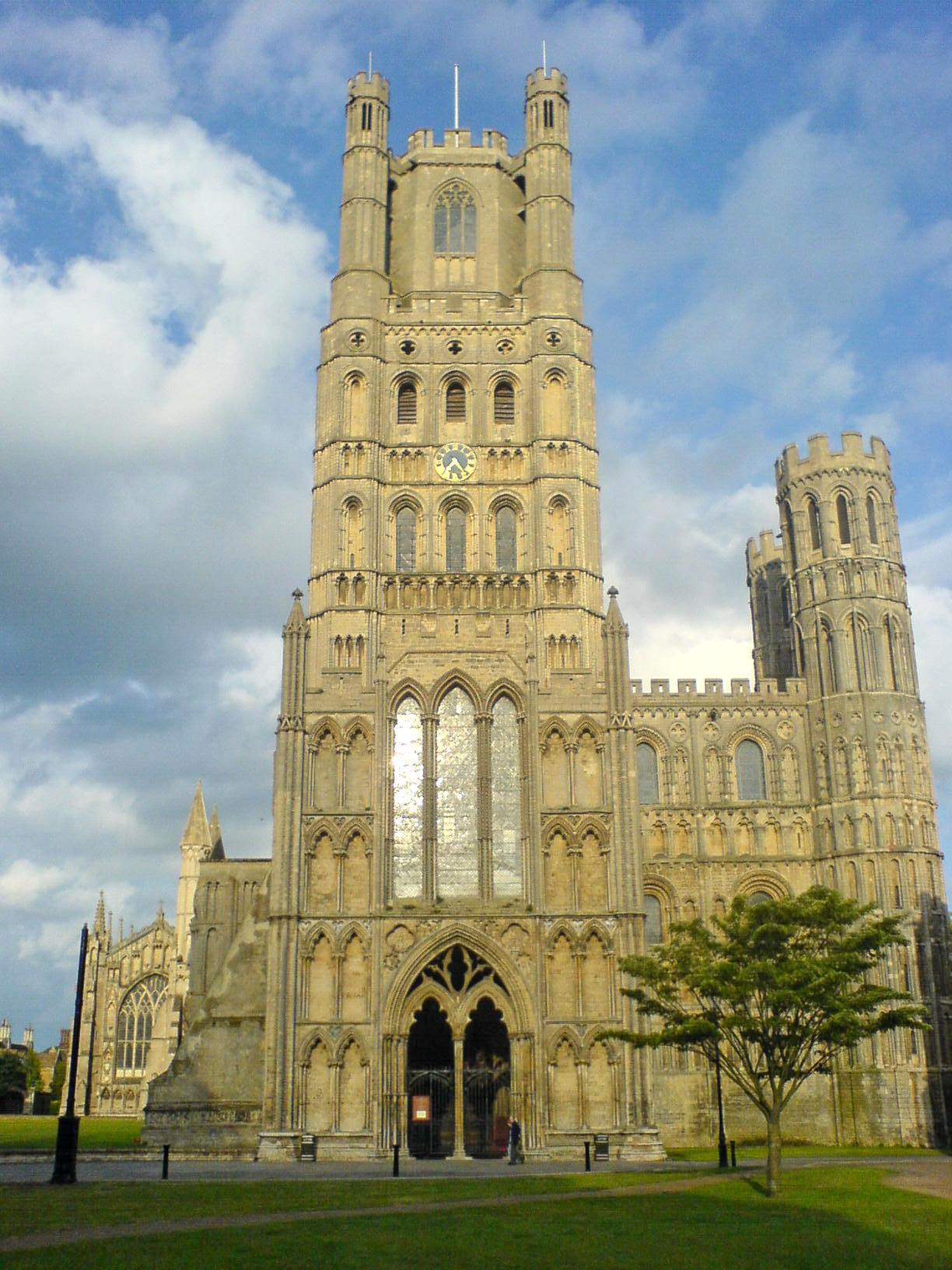
La cattedrale di Ely

- Anglesey Abbey, residenza di campagna nel villaggio di Lode, poco distante da Cambridge.
- Buckden Towers, residenza storica
- Castor Hanglands Nature Reserve
- Cattedrale di Ely
- Cattedrale di Peterborough
- Denny Abbey, abbazia con annesso museo dell'agricoltura.
- Devil's Dyke, opera difensiva di terra costruita alla fine del VI secolo di 12 km di lunghezza.
- Duxford Chapel, cappella del XIV secolo.
- Duxford Airfield, aeroporto militare usato durante la battaglia d'Inghilterra e che attualmente ospita una sezione del Imperial War Museum.
- Fowlmere Nature Reserve
- Gog Magog Downs, basse colline nel sud della contea.
- Grafham Water Nature Reserve
- Hinchingbrooke House, residenza storica
- Houghton Mill, mulino ad acqua sul fiume Great Ouse.
- Icknield Way, una delle più antiche strade del Regno Unito, antecedente l'occupazione romana, che va da Ivinghoe Beacon in Buckinghamshire a Knettishall Heath nel Norfolk.
- Kimbolton Castle, castello normanno in cui fu reclusa Caterina d'Aragona, prima moglie di Enrico VIII.
- Lattersey Nature Reserve
- Nene Valley Railway, storica linea ferroviaria.
- Ouse Valley Way, sentiero che segue il fiume Great Ouse dalle sorgenti alla foce nel The Wash.
- Ouse Washes, area protetta, luogo di sosta degli uccelli migratori.
- Paxton Pits Nature Reserve
- Peckover House, casa del 1722 con giardini, residenza della famiglia di banchieri quaccheri Peckover, donata da questi al National Trust nel 1948.
- Ramsey Abbey, rovine di una abbazia.
- Strada romana nota come "Worsted Street".
- Università di Cambridge
- Wandlebury Country Park, parco nelle colline Gog Magog.
- Wicken Fen, riserva naturale di una zona umida.
- Wimpole Hall, residenza di campagna non lontana Cambridge, la cui costruzione iniziò nel 1640, circondata da un parco di 12 km².
- Wisbech and March "Bramleyline", storica linea ferroviaria.